# Erhan Mašović
Erhan Mašović (in serbo Ерхан Машовић?; Novi Pazar, 22 novembre 1998) è un calciatore serbo con cittadinanza bosniaca, difensore del Bochum e della nazionale serba.

## Carriera

### Club
Il 1º luglio 2017 viene acquistato a titolo definitivo per 1,6 milioni di euro dalla squadra belga del Club Bruges.

### Nazionale
Convocabile anche dalla Bosnia ed Erzegovina, che aveva espresso interesse nei suoi confronti, nel 2022 ha scelto di rappresentare la Serbia, con cui ha esordito il 5 giugno del medesimo anno nel successo per 4-1 in Nations League contro la Slovenia.

## Statistiche

### Presenze e reti nei club
Statistiche aggiornate al 16 marzo 2024.
| Stagione                 | Squadra                  | Campionato               | Campionato | Campionato | Coppe nazionali | Coppe nazionali | Coppe nazionali | Coppe continentali | Coppe continentali | Coppe continentali | Altre coppe | Altre coppe | Altre coppe | Totale | Totale | Totale |
| Stagione                 | Squadra                  | Comp                     | Pres       | Reti       | Comp            | Pres            | Reti            | Comp               | Pres               | Reti               | Comp        | Pres        | Reti        | Pres   | Reti   |        |
| ------------------------ | ------------------------ | ------------------------ | ---------- | ---------- | --------------- | --------------- | --------------- | ------------------ | ------------------ | ------------------ | ----------- | ----------- | ----------- | ------ | ------ | ------ |
| 2015-2016                | Čukarički Stankom        | SL                       | 11         | 0          | CS              | -               | -               | -                  | -                  | -                  | -           | -           | -           | 11     | 0      |        |
| 2016-2017                | Čukarički Stankom        | SL                       | 23         | 0          | CS              | 3               | 0               | UEL                | 2                  | 0                  | -           | -           | -           | 28     | 0      |        |
| Totale Cukaricki Stankom | Totale Cukaricki Stankom | Totale Cukaricki Stankom | 34         | 0          |                 | 3               | 0               |                    | 2                  | 0                  |             | -           | -           | 39     | 0      |        |
| 2017-2018                | Club Bruges              | PL                       | 0          | 0          | CB              | 0               | 0               | UCL+UEL            | 0                  | 0                  | -           | -           | -           | 0      | 0      |        |
| 2018-2019                | AS Trenčín               | SL                       | 14+1       | 0          | CS              | 1               | 0               | UEL                | 1                  | 0                  | -           | -           | -           | 17     | 0      |        |
| 2019-2020                | Horsens                  | SL                       | 18         | 0          | CD              | 4               | 0               | -                  | -                  | -                  | -           | -           | -           | 22     | 0      |        |
| ott. 2020                | Club NXT                 | D1                       | 1          | 0          | -               | -               | -               | -                  | -                  | -                  | -           | -           | -           | 1      | 0      |        |
| 2020-2021                | Bochum                   | ZL                       | 8          | 0          | CG              | 2               | 0               | -                  | -                  | -                  | -           | -           | -           | 10     | 0      |        |
| 2021-2022                | Bochum                   | BL                       | 20         | 0          | CG              | 2               | 0               | -                  | -                  | -                  | -           | -           | -           | 22     | 0      |        |
| 2022-2023                | Bochum                   | BL                       | 29         | 4          | CG              | 3               | 0               | -                  | -                  | -                  | -           | -           | -           | 32     | 4      |        |
| 2023-2024                | Bochum                   | BL                       | 22         | 0          | CG              | 1               | 0               | -                  | -                  | -                  | -           | -           | -           | 23     | 0      |        |
| Totale Bochum            | Totale Bochum            | Totale Bochum            | 79         | 4          |                 | 8               | 0               |                    | -                  | -                  |             | -           | -           | 87     | 4      |        |
| Totale carriera          | Totale carriera          | Totale carriera          | 146+1      | 4+0        |                 | 18              | 0               |                    | 3                  | 0                  |             | -           | -           | 168    | 4      |        |

### Cronologia presenze e reti in nazionale
| Cronologia completa delle presenze e delle reti in nazionale ― Serbia | Cronologia completa delle presenze e delle reti in nazionale ― Serbia | Cronologia completa delle presenze e delle reti in nazionale ― Serbia | Cronologia completa delle presenze e delle reti in nazionale ― Serbia | Cronologia completa delle presenze e delle reti in nazionale ― Serbia | Cronologia completa delle presenze e delle reti in nazionale ― Serbia | Cronologia completa delle presenze e delle reti in nazionale ― Serbia | Cronologia completa delle presenze e delle reti in nazionale ― Serbia |
| Data                                                                  | Città                                                                 | In casa                                                               | Risultato                                                             | Ospiti                                                                | Competizione                                                          | Reti                                                                  | Note                                                                  |
| --------------------------------------------------------------------- | --------------------------------------------------------------------- | --------------------------------------------------------------------- | --------------------------------------------------------------------- | --------------------------------------------------------------------- | --------------------------------------------------------------------- | --------------------------------------------------------------------- | --------------------------------------------------------------------- |
| 5-6-2022                                                              | Belgrado                                                              | Serbia                                                                | 4 – 1                                                                 | Slovenia                                                              | UEFA Nations League 2022-2023 - 1º turno                              | -                                                                     |                                                                       |
| 24-9-2022                                                             | Belgrado                                                              | Serbia                                                                | 4 – 1                                                                 | Svezia                                                                | UEFA Nations League 2022-2023 - 1º turno                              | -                                                                     |                                                                       |
| 16-6-2023                                                             | Vienna                                                                | Serbia                                                                | 3 – 2                                                                 | Giordania                                                             | Amichevole                                                            | -                                                                     | 44’                                                                   |
| 21-3-2024                                                             | Mosca                                                                 | Russia                                                                | 4 – 0                                                                 | Serbia                                                                | Amichevole                                                            | -                                                                     | 57’                                                                   |
| 25-3-2024                                                             | Larnaca                                                               | Cipro                                                                 | 0 – 1                                                                 | Serbia                                                                | Amichevole                                                            | -                                                                     | 56’ 85’                                                               |
| Totale                                                                |                                                                       | Presenze                                                              | 5                                                                     |                                                                       | Reti                                                                  | 0                                                                     |                                                                       |

## Palmarès

### Club

#### Competizioni nazionali
- Campionato tedesco di seconda divisione: 1

Bochum: 2020-2021